# Emil Helsengreen
Emil Helsengreen född Emil Waage Helsengreen 25 februari 1863 i Köpenhamn död 30 juli 1932, dansk skådespelare. Han var son till skådespelaren Frederik Helsengreen och bror till skådespelaren Albert Helsengreen. 
Helsengreen utbildade sig först till smed. Under en period när han var i USA medverkade han i olika amatörkomedier. Han återvände till Danmark och scendebuterade 1885 i Aalborg och kom senare att engageras vid Frederiksberg Morskabsteater, Casino i Köpenhamn samt några norska provinsscener. Han engagerades till Folketeatrets fasta ensemble 1900 och var kvar där fram till sin död. Han filmdebuterade 1913 och medverkade sporadiskt i större biroller fram till 1919. 

## Filmografi (urval)
- 1921 – Blade af Satans bog
- 1921 - Lykkens galoscher
- 1920 – Prästänkan
- 1913 - Moderkærlighed
- 1913 - Livets ubønhørlighed